# Witmer (Pennsylvanie)
Pour les articles homonymes, voir Witmer.
Witmer est un village non incorporé et une census-designated place (CDP) du township d'East Lampeter, dans le comté de Lancaster, en Pennsylvanie. Il comprenait 492 habitants au recensement de 2010.

## Géographie
Witmer se trouve au milieu du comté de Lancaster, dans la partie orientale du township d'East Lampeter. Il est bordé au sud par Smoketown et au nord-est par le township d'Upper Leacock. Il est à 1 km au nord de la Pennsylvania Route 340 et à 10 km à l'est de Lancaster, le siège du comté.
D'après l'U.S. Census Bureau, Witmer s'étend sur 3,2 km2. II est arrosé à l'ouest par la rivière Stauffer Run et à l'est par le Mill Creek, affluents de la Conestoga River.